# Station Bas-Évette
Station Bas-Évette is een spoorwegstation in de Franse gemeente Évette-Salbert.
Het ligt op de lijn Paris-Est - Mulhouse-Ville. Het wordt bediend door de treinen van TER Bourgogne-Franche-Comté.